# Parabaena elmeri
Parabaena elmeri är en tvåhjärtbladig växtart som beskrevs av Friedrich Ludwig Diels. Parabaena elmeri ingår i släktet Parabaena och familjen Menispermaceae. Inga underarter finns listade i Catalogue of Life.